# Carles Miquel Ruzafa
Carles Miquel y Ruzafa (Badalona, 20 de octubre de 1970) es un político catalán, que fue alcalde de San Fost de Campsentelles desde el 9 de septiembre de 2019, al 30 de marzo de 2021.
Licenciado en Administración y Dirección de Empresas por ESADE, ha trabajado 20 años en empresas fabricantes y distribuidores de informática, ocupando cargos de alta dirección entre 1998 y 2015, año en el que inicia un proyecto de emprendeduría, una agencia de viajes que combina con su actividad política en Sant Fost de Campsentelles. [ hace falta citación ]
El año 2015 inicia su actividad política en Sant Fost de Campsentelles, presentándose como independiente. a la candidatura de Esquerra Republicana de Catalunya a las elecciones municipales, siendo elegido concejal, ejerciendo en el plenario como primera fuerza del oposición con 2 concejales. El año 2019 es escogido para encabezar la candidatura de Esquerra - Junts per Sant Fost, candidatura de unidad de los partidos y entidades independentistas en Sant Fost de Campsentelles consiguiendo así 5 de los 13 concejales del consistorio. Con el apoyo del concejal de San Fost en Común Podemos Albert Bastida i Marfil, y de María José Sánchez, el 9 de septiembre de 2019 fue elegido alcalde de San Fost de Campsentelles, cargo que ejerció con dedicación exclusiva hasta el 30 de marzo de 2021, cuando perdió una moción de censura en su contra.
Ha sido directivo de la UE Sant Fost CF entre los años 2009 y 2015, donde también hace de entrenador.